# Sjursnes
Sjursnes est une localité du comté de Troms, en Norvège.

## Géographie
Administrativement, Sjursnes fait partie de la kommune de Tromsø.